# Babah Lueng (Kuta Makmur)
Babah Lueng is een bestuurslaag in het regentschap Aceh Utara van de provincie Atjeh, Indonesië. Babah Lueng telt 383 inwoners (volkstelling 2010).